# 弗萊徹 (印第安納州)
弗萊徹（英語：Fletcher）是位於美國印第安納州富爾頓縣的一個非建制地區。該地的面積和人口皆未知。